# 404 Arsinoë

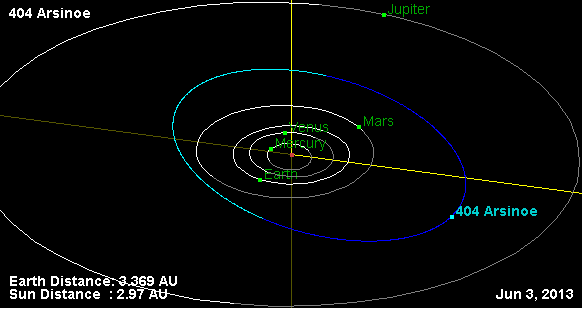
Orbita di 404 Arsinoë

404 Arsinoë è un asteroide della fascia principale del diametro medio di circa 97,71 km. Scoperto nel 1895, presenta un'orbita caratterizzata da un semiasse maggiore pari a 2,5939710 UA e da un'eccentricità di 0,1982974, inclinata di 14,11600° rispetto all'eclittica.
Fa parte della famiglia di asteroidi Mitidika.
L'asteroide è dedicato all'omonima figura mitologica madre di Esculapio.